# Campionati europei di atletica leggera indoor 2023 - 800 metri piani femminili
La gara degli 800 metri piani femminili ai campionati europei di atletica leggera indoor di Istanbul 2023 si è svolta tra il 2 e il 5 marzo 2023 presso l'Ataköy Athletics Arena.

## Podio
| Pos.    | Atleta           | Nazionalità   |
| ------- | ---------------- | ------------- |
| Oro     | Keely Hodgkinson | Gran Bretagna |
| Argento | Anita Horvat     | Slovenia      |
| Bronzo  | Agnès Raharolahy | Francia       |

## Record
| Record                | Record         | Record  | Record          | Record       |
| --------------------- | -------------- | ------- | --------------- | ------------ |
| Record mondiale       | Jolanda Čeplak | 1'55"82 | Vienna, Austria | 3 marzo 2002 |
| Record europeo        | Jolanda Čeplak | 1'55"82 | Vienna, Austria | 3 marzo 2002 |
| Record dei campionati | Jolanda Čeplak | 1'55"82 | Vienna, Austria | 3 marzo 2002 |

## Programma
| Data         | Ora   | Turno      |
| ------------ | ----- | ---------- |
| 2 marzo 2023 | 19:40 | Batterie   |
| 4 marzo 2023 | 19:15 | Semifinali |
| 5 marzo 2023 | 20:35 | Finale     |

## Risultati

### Batterie
Qualificazione: Le prime due atlete di ogni batteria (Q) e i due migliori tempi (q) avanzano alle semifinali.
| Pos. | Batt. | Atleta                 | Nazionalità   | Tempo   | Note                          |
| ---- | ----- | ---------------------- | ------------- | ------- | ----------------------------- |
| 1    | 3     | Keely Hodgkinson       | Gran Bretagna | 2'01"67 | Q                             |
| 2    | 3     | Majtie Kolberg         | Germania      | 2'01"94 | Q                             |
| 3    | 3     | Eloisa Coiro           | Italia        | 2'02"19 | q                             |
| 4    | 2     | Anita Horvat           | Slovenia      | 2'03"06 | Q                             |
| 5    | 1     | Isabelle Boffey        | Gran Bretagna | 2'03"24 | Q                             |
| 6    | 2     | Gabriela Gajanová      | Slovacchia    | 2'03"25 | Q                             |
| 7    | 1     | Bianka Kéri            | Ungheria      | 2'03"26 | Q                             |
| 8    | 2     | Lore Hoffmann          | Svizzera      | 2'03"34 | (.333) q                      |
| 9    | 3     | Hedda Hynne            | Norvegia      | 2'03"34 | (.338)                        |
| 10   | 1     | Annemarie Nissen       | Danimarca     | 2'03"70 | Miglior prestazione personale |
| 11   | 3     | Valentina Rosamilia    | Svizzera      | 2'04"14 |                               |
| 12   | 2     | Daniela García         | Spagna        | 2'04"20 |                               |
| 13   | 5     | Agnès Raharolahy       | Francia       | 2'04"56 | Q                             |
| 14   | 5     | Lorea Ibarzabal        | Spagna        | 2'04"63 | Q                             |
| 15   | 1     | Charlotte Pizzo        | Francia       | 2'04"89 |                               |
| 16   | 5     | Elena Bellò            | Italia        | 2'05"06 |                               |
| 17   | 5     | Veronika Sadek         | Slovenia      | 2'05"32 |                               |
| 18   | 5     | Angelika Sarna         | Polonia       | 2'05"50 |                               |
| 19   | 4     | Audrey Werro           | Svizzera      | 2'05"60 | Q                             |
| 20   | 4     | Léna Kandissounon      | Francia       | 2'05"80 | Q                             |
| 21   | 4     | Margarita Koczanowa    | Polonia       | 2'06"00 |                               |
| 22   | 5     | Julia Nielsen          | Svezia        | 2'06"33 |                               |
| 23   | 4     | Wilma Nielsen          | Svezia        | 2'06"79 |                               |
| 24   | 1     | Jerneja Smonkar        | Slovenia      | 2'06"94 |                               |
| 25   | 4     | Patricia Silva         | Portogallo    | 2'07"58 |                               |
| 26   | 4     | Tuğba Toptaş           | Turchia       | 2'08"14 |                               |
| 27   | 2     | Cristina Daniela Balan | Romania       | 2'08"92 |                               |
| 28   | 2     | Malin Ingeborg Nyfors  | Norvegia      | 2'14"93 |                               |

### Semifinali
Si qualificano alla finale le prime tre atlete di ogni semifinale (Q) e le ulteriori due atlete più veloci (q).
| Pos. | Semi | Atleta            | Nazionalità   | Tempo   | Note             |
| ---- | ---- | ----------------- | ------------- | ------- | ---------------- |
| 1    | 1    | Keely Hodgkinson  | Gran Bretagna | 2'00"05 | Q                |
| 2    | 1    | Audrey Werro      | Svizzera      | 2'01"19 | Q                |
| 3    | 1    | Lorea Ibarzabal   | Spagna        | 2'01"25 | Q                |
| 4    | 1    | Agnès Raharolahy  | Francia       | 2'01"31 | q                |
| 5    | 1    | Majtie Kolberg    | Germania      | 2'01"49 | q                |
| 6    | 1    | Gabriela Gajanová | Slovacchia    | 2'01"70 | Record nazionale |
| 7    | 2    | Anita Horvat      | Slovenia      | 2'03"11 | Q                |
| 8    | 2    | Lore Hoffmann     | Svizzera      | 2'03"19 | Q                |
| 9    | 2    | Eloisa Coiro      | Italia        | 2'03"31 | Q                |
| 10   | 2    | Bianka Kéri       | Ungheria      | 2'03"36 |                  |
| 11   | 2    | Léna Kandissounon | Francia       | 2'03"58 |                  |
| 12   | 2    | Isabelle Boffey   | Gran Bretagna | 2'03"94 |                  |

### Finale[3]
| Pos.    | Corsia | Atleta           | Nazione       | Tempo   | Note                          |
| ------- | ------ | ---------------- | ------------- | ------- | ----------------------------- |
| Oro     | 6      | Keely Hodgkinson | Gran Bretagna | 1'58"66 |                               |
| Argento | 5      | Anita Horvat     | Slovenia      | 2'00"54 |                               |
| Bronzo  | 1      | Agnès Raharolahy | Francia       | 2'00"85 |                               |
| 4       | 3      | Lorea Ibarzabal  | Spagna        | 2'00"87 | Miglior prestazione personale |
| 5       | 4      | Audrey Werro     | Svizzera      | 2'00"91 |                               |
| 6       | 3      | Lore Hoffmann    | Svizzera      | 2'01"22 | Miglior prestazione personale |
| 7       | 2      | Eloisa Coiro     | Italia        | 2'02"80 |                               |
| 8       | 2      | Majtie Kolberg   | Germania      | 2'03"65 |                               |